# Fichtenhöhe
Fichtenhöhe – gmina w Niemczech, w kraju związkowym Brandenburgia, w powiecie Märkisch-Oderland, wchodzi w skład urzędu Seelow-Land.
Leży na historycznej ziemi lubuskiej.

## Historia
Gmina powstała w 2003 z połączenia gmin Alt Mahlisch, Carzig i Niederjesar (pol. Jezioro Dolne).
Ok. 1400 wsie Carzig i Niederjesar przynależały administracyjnie do dekanatu rokowskiego w diecezji lubuskiej. Wieś Niederjesar od 1405 stanowiła własność klasztoru kartuzów we Frankfurcie nad Odrą, a od połowy XVI w. do 1811 należała do Uniwersytetu Viadrina we Frankfurcie nad Odrą.
W gminie znajduje się zabytkowy kościół w Alt Mahlisch.

## Demografia
Wykres zmian populacji Fichtenhöhe w granicach z 2013 r. od 1875 r.:

## Galeria

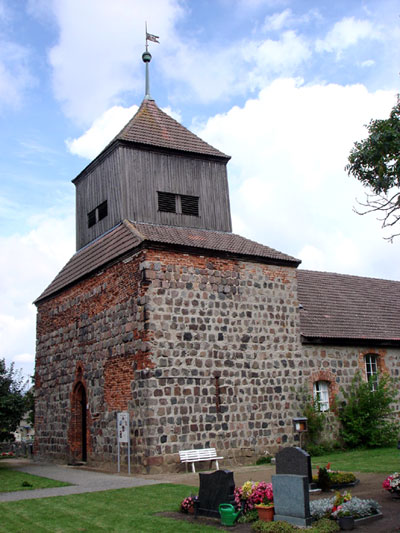
Zabytkowy kościół w Alt Mahlisch
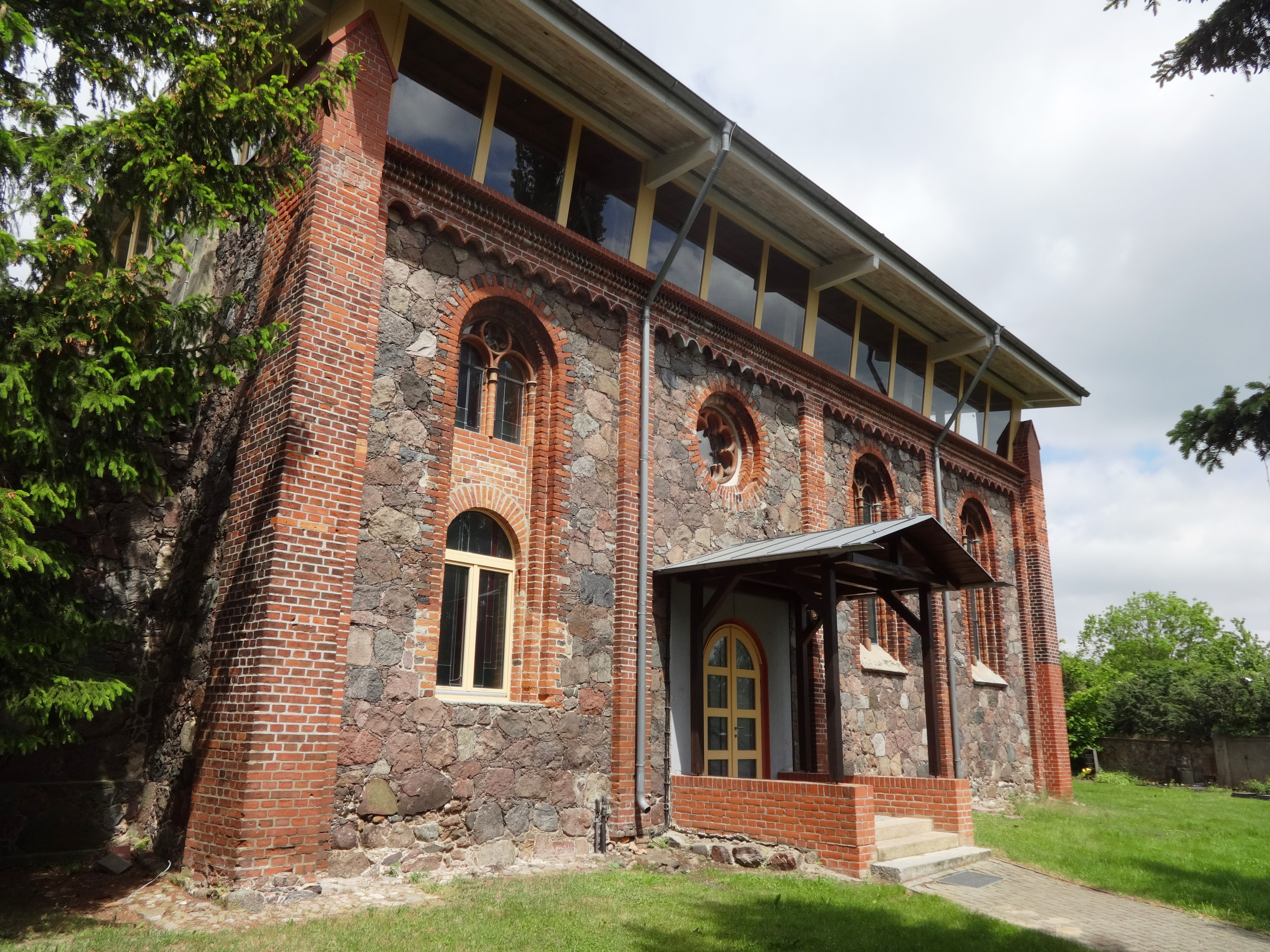
Kościół w Niederjesar
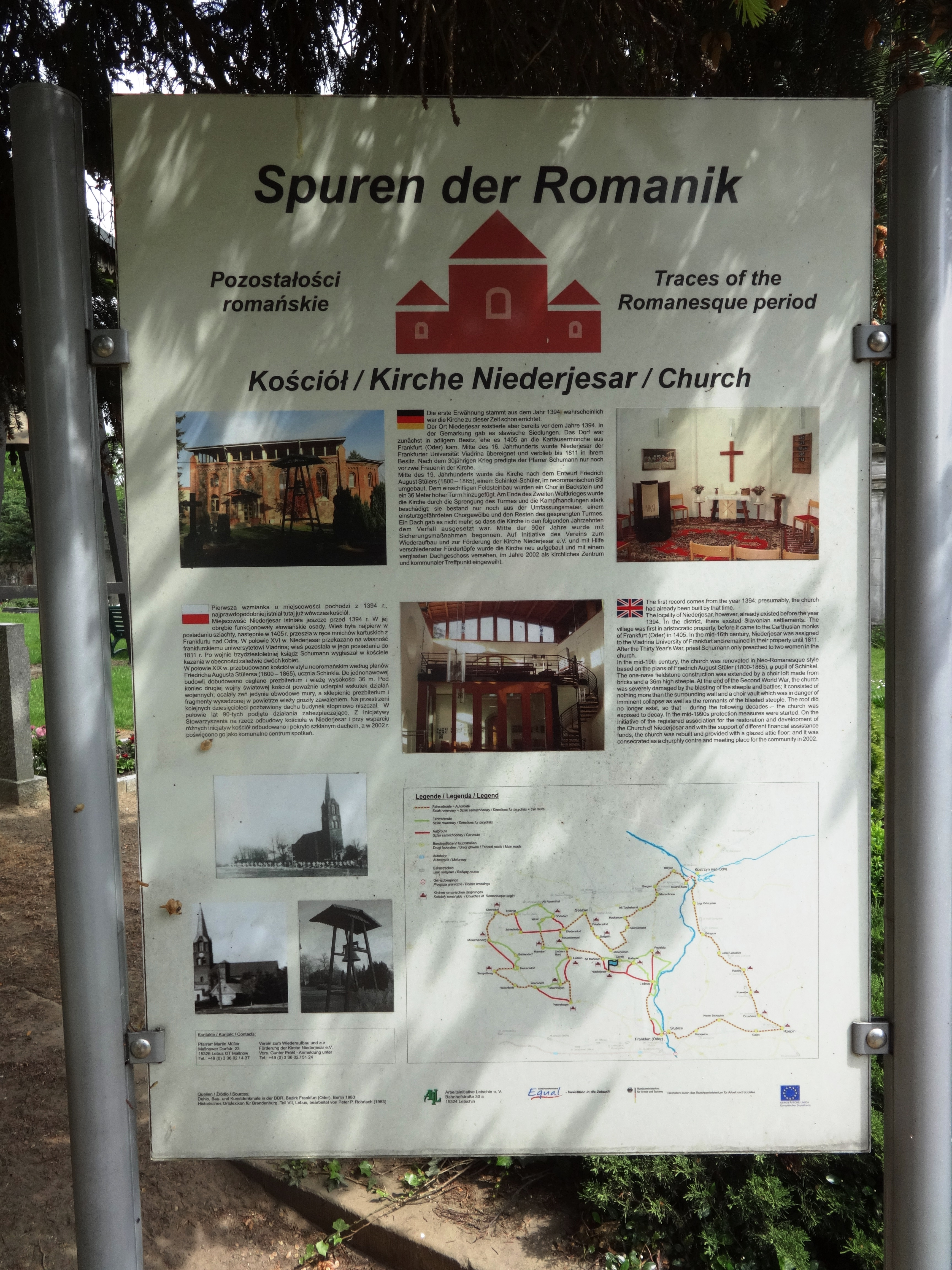
Tablica przy kościele Niederjesar z zarysem historii kościoła i wsi
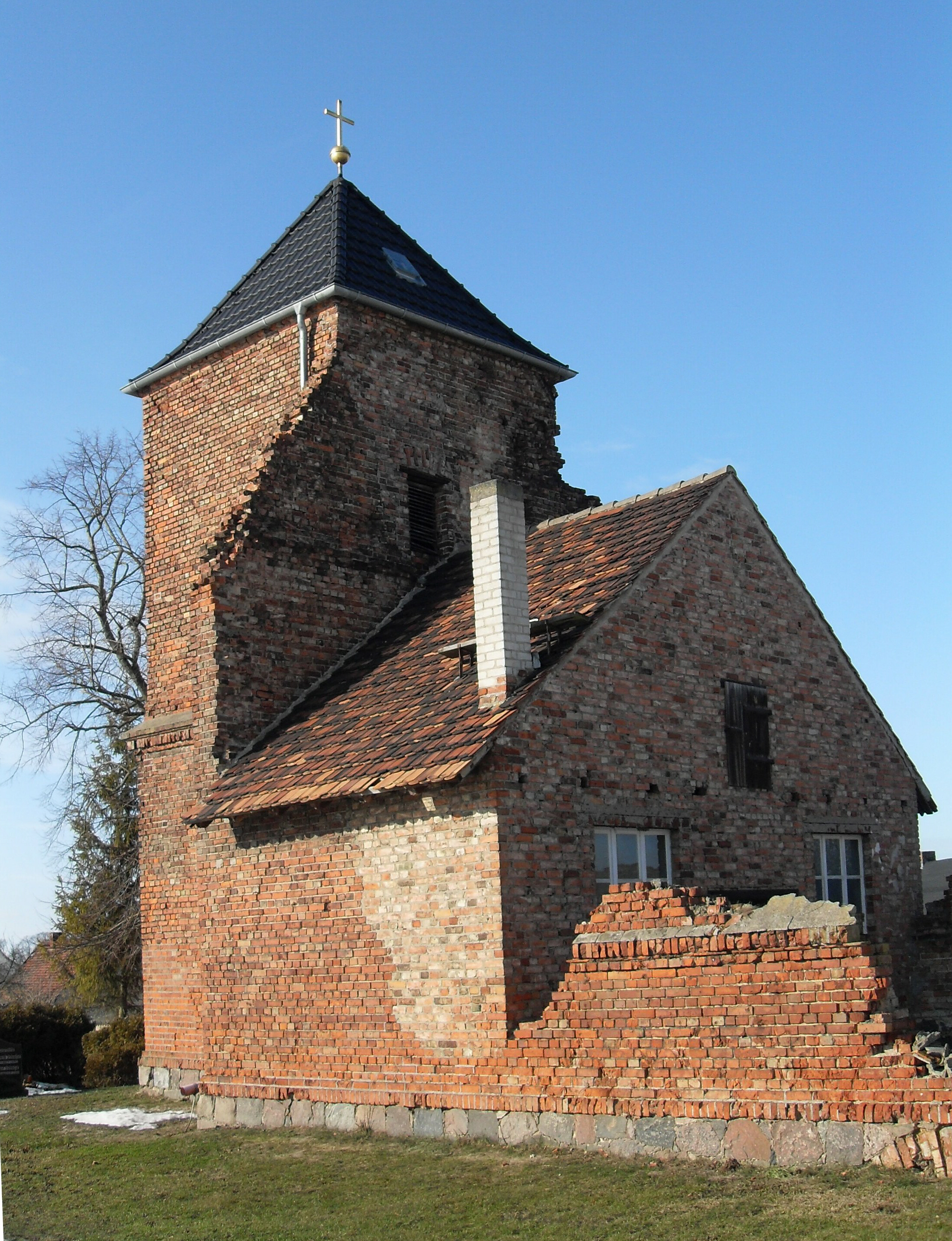
Kościół w Carzig